# Giir di Mont
Le Giir di Mont (littéralement « tour des alpages » en dialecte local) est une compétition de skyrunning disputée à Premana en Italie. Il a été créé en 1961.

## Histoire
La course voit le jour le 29 juillet 1961 lorsque des athlètes de Premana décident de s'affronter pour déterminer le meilleur d'entre eux. Ils choissisent comme terrain de jeu le chemin reliant les douze alpages de la vallée. Gian Battista Todeschini est le premier vainqueur en 4 h 24. La course a lieu chaque année jusqu'en 1965 avant d'être interrompue,. Deux ans après sa création en 1987, le club sportif A.S. Premana relance la course en 1989 mais elle ne suscite que peu d'intérêt avec 26 coureurs au départ. En 1999, la course est à nouveau relancée et connaît plus de succès avec plus d'une centaine de coureurs à l'arrivée,.
Afin de rendre l'événement plus attractif et d'attirer des coureurs sur un parcours plus accessible, le Mini Giir di Mont est créé en 2007 à l'occasion des 60 ans du précédent club A.S. Premana. Long de 18 km, il coupe la vallée jusqu'à l'Alpe Rasga où il rejoint le grand parcours et évite les sections escarpées, dont l'ascension au Bocchetta di Larec. L'édition 2007 connaît un succès sans précédent avec 310 coureurs au départ et un plateau très relevé avec la présence des meilleurs spécialistes du skyrunning.
À la suite du succès rencontré en 2007, la course rejoint le calendrier de la Skyrunner World Series 2008 où elle est présente à nouveau en 2009 et 2012.
L'édition 2010 accueille les premiers championnats du monde de skyrunning en tant qu'épreuve SkyMarathon. L'Espagnol Kílian Jornet et la Française Laetitia Roux sont titrés.
Une semaine après avoir accueilli les championnats du monde de course en montagne 2017 sur le site de la course, l'édition 2017 de la course fait office de championnats du monde de course en montagne longue distance. Le détenteur du record du parcours Petro Mamu mène la course en tête pour remporter le titre. Cependant, il est contrôlé positif au fénotérol lors d'un contrôle antidopage effectué une semaine plus tôt. Il est disqualifié et l'Italien Francesco Puppi hérite du titre. Chez les femmes, c'est l'Italienne Silvia Rampazzo qui s'impose,.
L'édition 2020 est annulée en raison de la pandémie de Covid-19, tout comme l'édition 2021.
L'édition 2022 rejoint le calendrier de la Coupe du monde de course en montagne avec l'épreuve classique de 32 kilomètres mais aussi une toute nouvelle épreuve, le Giir di Mont Uphill, une course de montagne classique longue de 9 kilomètres pour 1 040 mètres de dénivelé positif. Cette nouvelle épreuve compte également comme manche « montée uniquement » des championnats d'Italie de course en montagne.

## Parcours
Le départ est donné dans le village de Premana. Le parcours traverse le torrent Varrone et monte jusqu'au premier des douze alpages, l'Alpe Chiarino. Le chemin poursuit son ascension sur les flancs du Pizzo d'Alben puis redescend sur l'Alpe Barconcelli et aux alpages de Casarsa, Forni et Vegessa. Le parcours effectue ensuite l'ascension du Bocchetta di Larec dont le sommet se situe à 2 063 m d'altitude et dont la pente finale excède les 25 %. La descente s'effectue ensuite sur une pente à 35 % avant de s'adoucir pour atteindre l'Alpe Fraina. Le chemin rallie ensuite les alpages de Fraina, Caprecolo et de Rasga en empruntant l'ancienne route militaire. Le chemin remonte ensuite de manière abrupte jusqu'à l'Alpe Premaniga puis traverse les alpages de Solino, Piancalada et Deleguagio en longeant les flancs du Pizzo Alto. Le parcours effectue ensuite la descente finale jusqu'à Premana. Il mesure 32 km pour 2 400 m de dénivelé positif et négatif.
En 2012, le parcours est légèrement modifié. Une boucle est rajoutée au départ dans Premana. Le tracé est également modifié entre les alpages de Ranga et Premaniga.
En raisons de fortes pluies, le parcours est légèrement raccourci à 30 km en 2016. L'ascension au Bocchetta di Larec est évitée.
De nouvelles intempéries en 2019 forcent les organisateurs à utiliser le parcours de réserve de 21 km. Après l'Alpe Chiarino, le parcours est dévié et poursuit l'ascension jusqu'au sommet du Pizzo d'Alben. Le parcours redescend ensuite dans la vallée et remonte sur l'Alpe Premaniga en évitant le Bocchetta di Larec. Il suit le reste du tracé initial jusqu'à l'arrivée,.

## Vainqueurs

### 32 km
| Édition | Date | Hommes                                              | Hommes                                              | Hommes                                              | Femmes                                              | Femmes                                              | Femmes                                              |
| ------- | ---- | --------------------------------------------------- | --------------------------------------------------- | --------------------------------------------------- | --------------------------------------------------- | --------------------------------------------------- | --------------------------------------------------- |
|         |      | Rang                                                | Athlète                                             | Temps                                               | Rang                                                | Athlète                                             | Temps                                               |
| 1re     | 1961 | 1er                                                 | Battista Todeschini                                 | 4 h 24 min 29 s                                     |                                                     |                                                     |                                                     |
| 2e      | 1962 | 1er                                                 | Renzo Tenderini                                     | 4 h 31 min 37 s                                     |                                                     |                                                     |                                                     |
| 3e      | 1963 | 1er                                                 | Fernando Lizzoli                                    | 4 h 2 min 25 s                                      |                                                     |                                                     |                                                     |
| 4e      | 1964 | 1er                                                 | Silvio Gianola                                      | 4 h 14 min 12 s                                     |                                                     |                                                     |                                                     |
| 5e      | 1965 | 1er                                                 | Battista Pomoni                                     | 3 h 51 min 58 s                                     |                                                     |                                                     |                                                     |
| 6e      | 1989 | 1er                                                 | Battista Lizzoli                                    | 3 h 28 min 53 s                                     |                                                     |                                                     |                                                     |
| 7e      | 1999 | 1er                                                 | Mario Poletti                                       | 3 h 34 min 17 s                                     |                                                     |                                                     |                                                     |
| 8e      | 2000 | 1er                                                 | Mario Poletti                                       | 3 h 23 min 14 s                                     | 48e                                                 | Daniela Gilardi                                     | 4 h 25 min 14 s                                     |
| 9e      | 2001 | 1er                                                 | Fabio Meraldi                                       | 3 h 28 min 37 s                                     | 37e                                                 | Daniela Gilardi                                     | 4 h 20 min 25 s                                     |
| 10e     | 2002 | 1er                                                 | Mario Poletti                                       | 3 h 23 min 50 s                                     | 34e                                                 | Daniela Gilardi                                     | 4 h 17 min 49 s                                     |
| 11e     | 2003 | 1er                                                 | Fabio Bonfanti                                      | 3 h 25 min 56 s                                     | 49e                                                 | Daniela Gilardi                                     | 4 h 23 min 35 s                                     |
| 12e     | 2004 | 1er                                                 | Fabio Bonfanti                                      | 3 h 24 min 40 s                                     | 57e                                                 | Giovanna Cavalli                                    | 4 h 34 min 57 s                                     |
| 13e     | 2005 | 1er                                                 | Fabio Bonfanti                                      | 3 h 17 min 38 s                                     | 39e                                                 | Vera Soukhova                                       | 4 h 9 min 3 s                                       |
| 14e     | 2006 | 1er                                                 | Fabio Bonfanti                                      | 3 h 23 min 24 s                                     | 34e                                                 | Vera Soukhova                                       | 4 h 8 min 6 s                                       |
| 15e     | 2007 | 1er                                                 | Ricardo Mejía                                       | 3 h 11 min 51 s                                     | 36e                                                 | Emanuela Brizio                                     | 4 h 1 min 52 s                                      |
| 16e     | 2008 | 1er                                                 | Kílian Jornet                                       | 3 h 10 min 18 s                                     | 35e                                                 | Stéphanie Jiménez                                   | 4 h 4 min 5 s                                       |
| 17e     | 2009 | 1er                                                 | Kílian Jornet                                       | 3 h 5 min 51 s                                      | 58e                                                 | Stéphanie Jiménez                                   | 4 h 5 min 44 s                                      |
| 18e     | 2010 | 1er                                                 | Kílian Jornet                                       | 3 h 1 min 24 s                                      | 31e                                                 | Laetitia Roux                                       | 3 h 46 min 40 s                                     |
| 19e     | 2011 | 1er                                                 | Kílian Jornet                                       | 3 h 1 min 3 s                                       | 21e                                                 | Mireia Miró Varela                                  | 3 h 48 min 50 s                                     |
| 20e     | 2012 | 1er                                                 | Tòfol Castanyer                                     | 3 h 19 min 19 s                                     | 28e                                                 | Kasie Enman                                         | 3 h 45 min 50 s                                     |
| 21e     | 2013 | 1er                                                 | Ionuț Zincă                                         | 3 h 20 min 3 s                                      | 31e                                                 | Silvia Serafini                                     | 3 h 50 min 18 s                                     |
| 22e     | 2014 | 1er                                                 | Kílian Jornet                                       | 3 h 12 min 36 s                                     | 43e                                                 | Emelie Forsberg                                     | 4 h 6 min 25 s                                      |
| 23e     | 2015 | 1er                                                 | Petro Mamu                                          | 3 h 5 min 59 s                                      | 38e                                                 | Denisa Dragomir                                     | 3 h 56 min 23 s                                     |
| 24e     | 2016 | 1er                                                 | Marc Lauenstein                                     | 3 h 5 min 36 s                                      | 40e                                                 | Ingrid Mutter                                       | 3 h 43 min 20 s                                     |
| 25e     | 2017 | 1er                                                 | Francesco Puppi                                     | 3 h 14 min 37 s                                     | 44e                                                 | Silvia Rampazzo                                     | 3 h 56 min 45 s                                     |
| 26e     | 2018 | 1er                                                 | Aritz Egea                                          | 3 h 22 min 5 s                                      | 26e                                                 | Silvia Rampazzo                                     | 3 h 54 min 52 s                                     |
| 27e     | 2019 | 1er                                                 | Gabriele Bacchion                                   | 2 h 17 min 5 s                                      | 20e                                                 | Ruth Croft                                          | 2 h 36 min 20 s                                     |
| -       | 2020 | Course annulée en raison de la pandémie de Covid-19 | Course annulée en raison de la pandémie de Covid-19 | Course annulée en raison de la pandémie de Covid-19 | Course annulée en raison de la pandémie de Covid-19 | Course annulée en raison de la pandémie de Covid-19 | Course annulée en raison de la pandémie de Covid-19 |
| -       | 2021 | Course annulée en raison de la pandémie de Covid-19 | Course annulée en raison de la pandémie de Covid-19 | Course annulée en raison de la pandémie de Covid-19 | Course annulée en raison de la pandémie de Covid-19 | Course annulée en raison de la pandémie de Covid-19 | Course annulée en raison de la pandémie de Covid-19 |
| 28e     | 2022 | 1er                                                 | Petro Mamu                                          | 3 h 11 min 29 s                                     | 32e                                                 | Elisa Desco                                         | 4 h 0 min 57 s                                      |
| 29e     | 2023 | 1er                                                 | Cesare Maestri                                      | 3 h 20 min 10 s                                     | 28e                                                 | Lucy Wambui Murigi                                  | 4 h 2 min 56 s                                      |
| 30e     | 2024 | 1er                                                 | Michael Selelo Saoli                                | 3 h 21 min 2 s                                      | 30e                                                 | Ioana Mădălina Amariei                              | 4 h 9 min 20 s                                      |
| 31e     | 2025 | 1er                                                 | Davide Magnini                                      | 3 h 14 min 3 s                                      | 38e                                                 | Valentine Jepkoech Rutto                            | 3 h 58 min 28 s                                     |

 Record de l'épreuve

### Uphill
| Édition | Date | Hommes | Hommes              | Hommes      | Femmes | Femmes              | Femmes      |
| ------- | ---- | ------ | ------------------- | ----------- | ------ | ------------------- | ----------- |
|         |      | Rang   | Athlète             | Temps       | Rang   | Athlète             | Temps       |
| 1re     | 2022 | 1er    | Patrick Kipngeno    | 46 min 12 s | 51e    | Joyce Muthoni Njeru | 54 min 49 s |
| 2e      | 2025 | 1er    | Richard Omaya Atuya | 39 min 49 s | 50e    | Scout Adkin         | 47 min 52 s |

 Record de l'épreuve